# Luc Govaerts
Pour les articles homonymes, voir Govaerts.
Luc Govaerts (né le 25 janvier 1959 à Brecht,) est un coureur cycliste belge, actif des années 1970 à 1990.

## Biographie
Chez les amateurs, Luc Govaerts devient notamment champion de Belgique de la course à l'américaine en 1981, aux côtés de Robert Hendrickx. Il passe ensuite professionnel en 1982 dans la structure Europ Decor. Avec cette équipe, il se distingue dès sa première saison en terminant deuxième du championnat de Belgique de poursuite, ou encore troisième du Grand Prix du canton d'Argovie. Il se classe par ailleurs neuvième du prologue de Paris-Nice et dixième d'une étape du Tour d'Italie en 1983.
En 1984, il participe au Tour de France. Il s'impose également sur une étape du Herald Sun Tour. L'année suivante, il gagne la Coupe Sels, sous les couleurs de la formation Lotto-Merckx. Il poursuit ensuite la compétition jusqu'en 1992 au sein des équipes Robland, SEFB puis Westwood. Durant cette période, il s'illustre principalement dans des compétitions belges en remportant une édition du Circuit franco-belge ainsi que diverses kermesses. Il devient aussi champion de Belgique de poursuite en 1990.

## Palmarès et résultats

### Palmarès par année
- 1976
  - 2e du championnat de Belgique de poursuite par équipes juniors
- 1978
  - 3eb étape du Tour du Limbourg amateurs
- 1979
  - Seraing-Aix-Seraing
- 1980
  - 7e étape du Ronde van de Kempen
  - 2e du championnat de Belgique de poursuite par équipes amateurs
  - 3e de Bruxelles-Opwijk
- 1981
  -  Champion de Belgique de l'américaine amateurs (avec Robert Hendrickx)
  - 5eb étape du Ronde van de Kempen (contre-la-montre)
  - 2e du championnat de Belgique de poursuite par équipes amateurs
  - 3e du championnat de Belgique de course derrière derny amateurs
- 1982
  - 2e du championnat de Belgique de poursuite
  - 3e du Grand Prix du canton d'Argovie
- 1984
  - 10e étape du Herald Sun Tour
  - 3e de la Coupe Sels
- 1985
  - Coupe Sels
  - 3e de la Gullegem Koerse
  - 3e du Grand Prix Betekom
- 1986
  - 3e de la Maaslandse Pijl
- 1987
  - Circuit franco-belge
  - 2e du Tour de Flandre-Occidentale
  - 3e de Hasselt-Spa-Hasselt
- 1990
  -  Champion de Belgique de poursuite
  - Circuit du Pays de Waes
- 1991
  - 2e du championnat de Belgique du demi-fond

### Résultats sur les grands tours

#### Tour de France
1 participation
- 1984 : 109e

#### Tour d'Italie
1 participation 
- 1983 : 41e